# Tubularia cornucopia
Tubularia cornucopia är en nässeldjursart som beskrevs av Bonnevie 1898. Tubularia cornucopia ingår i släktet Tubularia och familjen Tubulariidae. Inga underarter finns listade i Catalogue of Life.